# کریستوفر دیاز فیگروا
 کریستوفر دیاز فیگروا (انگلیسی: Christopher Díaz Figueroa؛ زاده ۱۴ مارس ۱۹۹۰) یک تنیس‌باز اهل گواتمالا است.